# جدوى اقتصادية
الجدوى الاقتصادية عبارة عن عملية جمع معلومات عن مشروع مقترح ومن ثم تحليلها لمعرفة إمكانية تنفيذه، وتقليل المخاطر وربحية المشروع. وبالتالى يجب معرفة مدى نجاح هذا المشروع  أو خسارته مقارنة بالسوق المحلي واحتياجاته ومن ثم توقع قدرة الشركات على البقاء كشركة أعمال ربحية خلال فترة محدد من الزمن.
ويعد الإعداد الجيد للجدوى الاقتصادية من أهم خطوات نجاح المشاريع، فنجاح وفعالية المشاريع تعتمد بالمقام الأول على التخطيط السليم، كما يمثل التخطيط الدقيق الركيزة الأساسية التي يعتمد عليها العائد المادي المتوقع من المشروع. ومن هنا برزت الحاجة إلى مايُعرف بالجدوى الاقتصادية.

## تحديد الجدوى الاقتصادية
ولكي يتم تحديد الجدوى الاقتصادية يلزمنا عمل دراستين تحليليتين، هما: التحليل الإستراتجي، والتحليل المالي.

### التحليل الإستراتجي
إن التحليل الإستراتجي لمشاريع الأعمال يُساعدنا على فهم النطاق التنافسي للشركة. ويركزعلى مجال الصناعة الذي تعمل به الشركة وعلى الشركة نفسها كذلك، والذي يأخذ بالاعتبار العوامل الإستراتيجية الرئيسية في الصناعة، والعوامل الإستراتيجية المتعلقة بالشركة على النحو التالي:

#### العوامل الإستراتيجية الرئيسية في الصناعة
- تكلفة دخول السوق (Barriers to entry)
- قوة الموردين (Power of suppliers)
- قوة العملاء (Power of customer)
- وجود منتجات بديلة (Existence of substitute products)
- سلسلة القيمة الصناعية (Industry value chain)
- طبيعة المنافسة داخل الصناعة (Nature of intra-industry competition)

#### العوامل الإستراتجية المتعلقة بالشركة
- سلسلة القيمة للشركة (firm value chain)
- الكفاءات الأساسية (Core competencies)
- اتحادات الشركات (Synergies)
- التقنية (Technology)
- التحديات الاجتماعية والقانونية (Social and legal challenges)

### التحليل المالي
إن التحليل المالي يُساعدنا على معرفة أداء الشركة في الواقع. وهناك جزئان للتحليل المالي هما: بيان العمليات (statement of operations) والميزانية العامة (balance sheet). ونلاحظ أن بيان العمليات يُخبرنا بالمقدار المالي أو الخسارة المحققة من قبل الشركة بناءً على التكاليف والمبيعات الحالية. أما الميزانية العامة تُخبرنا بمقدار الأصول لدى الشركة من أجل دعم عملياتها الحالية والمستقبلية، مما يُكون لمحة سريعة عن أصول الشركة وديونها قصيرة الأجل في تاريخ معين. هناك عوامل أساسية للنظر
في بيان العمليات كمايلي:
- العائدات (Revenues)
- تكلفة المبيعات (Cost of sales)
- هامش الربح (Gross margin)
- مصروفات التشغيل (Operating expenses)
- هامش التشغيل (Operating margin)
- صافي الدخل (Net margin)

### دراسة الجدوى الاقتصادية
تعُتبر دراسة الجدوى الاقتصادية أحد أهم فروع دراسة الجدوى، وتُعرف دراسة الجدوى الاقتصادية بأنها أسلوب علمي لتقدير احتمالات نجاح فكرة استثمارية قبل التنفيذ الفعلي، وذلك في ضوء قدرة المشروع أو الفكرة الاستثمارية على تحقيق أهداف معينة للمستثمر، وبالتالي فإن دراسة الجدوى الاقتصادية تُعد أداة عملية تُجنب المشروع المخاطر وتحمل الخسائر، حيث يسبق الدراسة اتخاذ أي قرار استثماري كما تسبق الدراسة عمليات التشغيل.
عليه فإن دراسة الجدوى الاقتصادية هي الوسيلة التي يتم بناء عليها اتخاذ قرار الاستثمار المناسب الذي يحقق الأهداف المنشودة [3].

## أمثلة تبين أهمية الجدوى الاقتصادية في مجال الأعمال في المملكة العربية السعودية
- 1.في عام 2006، أبرم البنك العربي الوطني اتفاقية تورق إسلامي لتمويل مشروع إنشاء مصنع إسمنت المنطقة الشمالية بقيمة 500 مليون ريال، بناء على جدواه الاقتصادية وفرص نجاحه في المستقبل [4].
- 2.في عام 2008، أوقفت شركة الباحة للاستثمار والتنمية مصنعها للجلود بسبب عدم جدواه الاقتصادية [5].

وتبين هذه الأمثلة أهمية الجدوى الاقتصادية ودراستها في اتخاذ القرارات.